# Dwory Drugie
Dwory Drugie – wieś w Polsce, położona w województwie małopolskim, w powiecie oświęcimskim, w gminie Oświęcim.
Na terenie Dworów Drugich znajduje się kanał żeglugowy mający w przyszłości umożliwić żeglugę Wisłą od Oświęcimia do Krakowa i Gdańska. W 1993 roku wybudowano tu stopień wodny wraz ze śluzą na styku Dworów  i Dworów Drugich.
W miejscowości funkcjonuje ochotnicza straż pożarna (OSP Dwory 2). Na przełomie sierpnia i września organizowane są coroczne dożynki. Obecnie kursuje tam jedna linia MZK Oświęcim (23) z Oświęcimia (PKP) do przystanku Dwory II pętla i z powrotem (kurs co ok. 2 godziny).

## Części wsi
| SIMC    | Nazwa      | Rodzaj     |
| ------- | ---------- | ---------- |
| 0063733 | Machnaty   | przysiółek |
| 0063740 | Przerwa    | przysiółek |
| 0063756 | Suchodębie | przysiółek |
| 0063762 | Żaki       | przysiółek |

## Historia
Dawniej był to folwark należący do wsi, tudzież gminy jednostkowej, Dwory. Wzmiankowane za właścicieli Jaworskich, Malczewskich (XVIII w.), a na końcu Hallerów. Pod koniec XIX wieku, jako część parafii Włosienica, stanowiły przysiółek tej jednostkowej gminy, określany wówczas Machnatami. Do 1932 roku Dwory należały do powiatu oświęcimskiego, a po jego zniesieniu do powiecie bialskiego (1932–34), w województwie krakowskim. 15 września 1934, wraz ze zniesioną gminą jednostkową Kruki, Dwory utworzyły gromadę Dwory, jedną z 13 gromad nowo powstałej (1 sierpnia 1934) zbiorowej gminy Oświęcim.
Dwory były podzielone na obręby ewidencyjne Dwory I i Dwory II. W związku z reformą administracyjną kraju jesienią 1954, Dwory I włączono do Oświęcimia, natomiast Dwory II do gromady Włosienica. 
Obecnie system TERYT wyodrębnia dwie części miasta Oświęcimia – Dwory (SIMC 0925034) i Dwory Pierwsze (SIMC 0925040). Nazwa Dwory odnosi się do ścisłego obszaru dawnej wsi Dwory wzdłuż ulicy Wiejskiej, natomiast nazwa Dwory Pierwsze odnosi się do obszaru przemysłowego wzdłuż ulicy Technicznej. Dwory Drugie (SIMC 0063727) pozostają nadal samodzielną wsią w gminie wiejskiej Oświęcim. Ponadto obowiązuje formalny podział Dworów Drugich na Machnaty, Przerwę, Suchodębie i Żaki.
W latach 1975–1998 wieś administracyjnie należała do województwa bielskiego.